# Paradocrasite
La paradocrasite è un minerale descritto nel 1971 in un campione classificato come dyscrasite proveniente da Broken Hill, Nuovo Galles del Sud, Australia ed approvato dall'IMA. È una lega di antimonio ed arsenico. Il nome deriva dalle parole greche παραδοξσ (contrario alle aspettative) e κρασις (lega) in riferimento all'origine del nome dyscrasite.
La paradocrasite esteriormente si confonde facilmente con l'antimonio nativo, lo stibarsen e la dyscrasite ma si distingue per le caratteristiche cristallografiche.

## Morfologia
La paradocrasite è stata scoperta sotto forma di un aggregato di tozzi cristalli prismatici lunghi circa 0,5mm. Alcuni di questi presentano striature parallele alla lunghezza. Qualche prisma si presenta curvo. Le terminazioni dei prismi sono scabre formate da geminazioni multiple.

## Origine e giacitura
La paradocrasite è stata trovata in una matrice di calcite bianca. È associata con lo stibarsen dalla quale si è formata per essoluzione e con la löllingite che l'ha parzialmente sostituita.